# Самбор, Стефан Фомич
Сте́фан Фоми́ч Самбор (род. прим. 1860 — умер 18 июня 1902) — российский медиум-спиритуалист.

## Биография
Стефан Самбор работал телеграфистом около Житомира — на станции Попельня Фастовской железной дороги. Хорошо зарабатывал, но в 1893 году ошибся с отправкой некой важной телеграммы и был за это уволен. В поисках работы уехал в Киев и жил у дяди, занимавшем значимый пост в управлении Юго-Западной железной дороги. Дядя Стефана увлекался спиритизмом, и в этом же 1893 году Стефану как-то предложили присоединиться к очередному спиритическому сеансу. Результат его участия был настолько впечатляющим, что уже на следующий слух о чудо-медиуме разошелся по всему Киеву.
Стефана и его дядю вскоре убедили устроить публичный сеанс, имевший огромный успех. После этого Самбор организовал ряд сеансов в гостинице «Метрополь» и в частных домах. При этом самые строгие меры контроля не мешали его спиритическим проявлениям, а все многочисленные попытки разоблачения провалились.

## В Санкт-Петербурге
Сведения о новом киевском медиуме дошли до Санкт-Петербурга. В 1894 году знаменитый химик А. М. Бутлеров и издатель журнала «Ребус» В. И. Прибытков пригласили Самбора приехать в столицу России и остановиться у них. А. М. Бутлеров считал медиумические способности Самбора выдающимися наравне с Е. Д. Прибытковой.
Жил Самбор около двух месяцев в помещении редакции «Ребуса», и провел множество спиритических сеансов. Особенностью медиумических проявлений Самбора были световые феномены — от светящихся точек до целых световых снопов и ярких огней разных оттенков. За каждый сеанс Самбор получал по 25-30 рублей, став вскоре профессиональным медиумом.
Какое-то время оба первые российские профессиональные публичные медиумы — Самбор и Ян Гузик — выступали в Петербурге одновременно. 
Результатом успеха стали приглашения Стефана в Москву, Варшаву и другие города. А в Санкт-Петербург, после своего первого посещения, он приезжал потом уже почти ежегодно.

## Проверки и исследования
Целый ряд учёных и известных деятелей лично знакомились с проявлениями спиритических способностей Самбора в максимально контролируемых условиях. В их числе — граф М. М. Петрово-Соловово, полковник (тогда ещё) Алексей Брусилов, правовед Август Карлович фон Резон и многие другие:
Граф Петрово-Соловово вспоминал: 

— Я присутствовал на 105 сеансах с участием Самбора длительностью не менее трёх часов каждый… Я наконец почувствовал себя полностью убеждённым.
Несмотря на выявленные подлоги во время ряда сеансов со стороны Николая Поггенполя, исследования способностей Самбора не были дискредитированы.

## Последние годы
Уже на первых сеансах в Киеве из-за грубого вмешательства участников Самбор впал на несколько часов в тяжелый обморок, после чего долго болел, а его медиумическая сила заметно уменьшилась.
Писатель Андрей Зарин писал:

— Судьба сыграла с ним шутку. Безвестный телеграфист, не видевший никого выше начальника станции, побывал в салонах у графов, князей, министров. Его окружали поклонники и поклонницы… Он стал зарабатывать по 900—1000 рублей в месяц сидением вечерами на сеансах. И он злоупотреблял этим трудом. Приезжая осенью здоровым и крепким, он уезжал весной совершенно разбитым и усталым, смутно понимая, что жадные до развлечений люди растрачивают его силы, за деньги покупая его здоровье. Был ли он шарлатаном, обманщиком? Нет. Слишком он был для этого прост. Когда по мере ослабления его силы к концу сезона явления становились всё слабее и ничтожнее, ни разу не случалось, чтобы они вдруг получили свою прежнюю силу. Напротив, нередко, просидев целый вечер, участники сеанса, ничего не увидев, расходились разочарованными и даже раздражёнными. Будь он фокусником, он сумел бы утешить каждого каким-нибудь явлением.
В тёплое время года Самбор жил в Радомышле под Киевом, где тоже не знал покоя. Крестьяне толпами приносили к нему тяжелобольных, многих из которых он бесплатно излечивал.
В результате такого образа жизни Стефан Самбор за несколько лет подорвал своё здоровье и в 1902 году умер.